# Reinhold A. Frowein
Reinhold Alexander Frowein (* 5. Oktober 1923 in Bochum; † 1. Januar 2021 in Köln) war ein deutscher Neurochirurg.

## Leben
Reinhold A. Frowein war der zweite Sohn von Rudolf Frowein (1886–1959, Direktor der WEDAG AG) und seiner Ehefrau Elisabeth, geb. Brück (1889–1956), Bruder von Rolf Frowein.
Er studierte in Bonn, Basel und Düsseldorf, wo er 1949 in Medizin promoviert wurde (Trauma und Hirntumor). 1963 habilitierte er sich in Köln und war dort von 1969 bis zu seiner Emeritierung 1989 Ordinarius für Neurochirurgie und Direktor der Neurochirurgischen Klinik an der Universität zu Köln.
Er befasste sich unter anderem mit Hirntod, Koma, Schädel-Hirn-Trauma, Aneurysmen, Angiomen und Bandscheibenvorfall. Mit seinem Lehrer Wilhelm Tönnis legte er 1963 Kriterien für den Hirntod bei Koma-Patienten vor, die sich danach durchsetzten (zerebraler Tod).
Auf seine Initiative hin und unter seiner Federführung wurden 1976 durch eine internationale Expertengruppe, das “Neurotraumatology Committee” der World Federation of Neurosurgical Societies (WFNS), eine Definition der Bezeichnung Koma und die Spezifizierung der klinischen Zeichen des Komas formuliert, die seitdem nie in Frage gestellt wurden. Diese gelten bis heute nicht nur für die Neurochirurgie, sondern für die Medizin allgemein und bilden auch weiterhin die maßgebliche Grundlage für neurochirurgische Leitlinien und die Hirntoddiagnostik.
1986 wurde Reinhold Frowein zum ersten Vorsitzenden der Deutschen Gesellschaft für Neurochirurgie gewählt. 1993 erfolgte die Ernennung zum Ehrenmitglied der Deutschen Gesellschaft für Neurochirurgie. 1994 erhielt Frowein die Wilhelm-Tönnis-Medaille.
1996 wurde er zum Ehrenmitglied der Euroacademy for Multidisciplinary Neurotraumatology ernannt.
Frowein starb im Alter von 97 Jahren. Er wurde in der Familiengrabstätte auf dem Kölner Melaten-Friedhof beerdigt.

## Schriften
- Zentrale Atemstörungen bei Schädel-Hirn-Verletzungen und bei Hirntumoren: Einflüsse von Art und Lokalisation der Prozesse intrakranieller Drucksteigerung und Hirnoperation auf die zentrale Steuerung der Atmung. Geleitwort Wilhelm Tönnis. Springer 1963.
- Classification of Coma. In: Acta Neurochirurgica. 34, 1976. S. 5–10.
- mit Ortwin Wilcke, Abbas Karimi-Nejad, Mario Brock, Margareta Klinger (Hrsg.): Head injuries. Tumors of the cerebellar region (= Advances in Neurosurgery. 5). Springer 1978.
- Todes Feststellung – Todeszeitpunkt. In: Johann-Christoph Student (Hrsg.): Sterben, Tod und Trauer – Handbuch für Begleitende. 2. Auflage. Herder, Freiburg 2006, S. 227.
- mit Raimund Firsching (Hrsg.): Cerebral contusions, lacerations and hematomas. Springer 1991.
- mit Hermann Dietz, Kea Franz: Neurochirurgie in Deutschland 1945 bis 1970. In: Neurochirurgie in Deutschland. Geschichte und Gegenwart. Hrsg. im Auftrag der Deutschen Gesellschaft für Neurochirurgie. Blackwell 2001.
- mit Hermann Dietz, Detlef-Ernst Rosenow, Hans-Ekkehart Vitzthum: Neurochirurgie in Deutschland 1932 bis 1945. In: Neurochirurgie in Deutschland. Geschichte und Gegenwart. Hrsg. im Auftrag der Deutschen Gesellschaft für Neurochirurgie. Blackwell 2001.